# Roberto Castro (Pianist)
Roberto Castro ist ein argentinischer Pianist.

## Leben und Wirken
Castro hatte zunächst Klavierunterricht bei seinem Vater Juan José Castro und Francisco Amicarelli, den er bei Vicente Scaramuza fortsetzte. Er studierte außerdem Harmonielehre, Kontrapunkt und Komposition bei Luis Gianneo, Gilardo Gilardi und Jacobo Ficher und Orchesterleitung bei Mariano Drago.
Er begann dann eine Laufbahn als Klaviersolist und arbeitete als Konzertpianist mit Dirigenten wie Alberto Wolf, Paul Kletzki, José María Castro, Teodoro Fuchs, Olgerts Bistevins, Bruno Bandini und Mario Benzecry zusammen. Er gab Konzerte am Teatro Colón, dem Teatro Gran Rex und dem Teatro Argentino de La Plata und spielte u. a. die südamerikanische Erstaufführung von Béla Bartóks Mikrokosmos.
Anfang der 1970er Jahre ging Castro nach Deutschland, wo er elf Jahre lang lebte. Er gab von hier aus Konzerte u. a. in Paris, Brüssel, Madrid und Valencia und spielte Rundfunkaufnahmen für den Südwestfunk Baden-Baden und Radio Vatikan ein. Im Düsseldorfer Palais Wittgenstein gab er eine Konzertreihe zum Gedenken an Clara und Robert Schumann.
Seit 1982 lebt Castro wieder in Argentinien. 1983 unternahm er eine Konzertreise durch Belgien, Deutschland, Norwegen und Schweden. Neben seiner Tätigkeit als Pianist war Castro auch stets als Musikpädagoge aktiv. Er war Gründungsmitglied des Conservatorio de Música Julián Aguirre. Zu seinen Schülern zählen u. a. Amanda Guerreño, Eduardo Correa, Xavier Gori, Jorge Carciófolo und Susana Agrest. Seine Frau ist die Musikpädagogin María Rosa Oubiña de Castro.

## Quelle
- Compositores & Intérpretes - Roberto Castro

| Personendaten    | Personendaten                            |
| ---------------- | ---------------------------------------- |
| NAME             | Castro, Roberto                          |
| KURZBESCHREIBUNG | argentinischer Pianist und Musikpädagoge |
| GEBURTSDATUM     | 20. Jahrhundert                          |